# Leucania myopolia
Leucania myopolia là một loài bướm đêm trong họ Noctuidae.